# Chilicola vernalis
Chilicola vernalis är en biart som först beskrevs av Philippi 1866.  Chilicola vernalis ingår i släktet Chilicola och familjen korttungebin. Inga underarter finns listade i Catalogue of Life.